# Szummer Csaba
Szummer Csaba (Sátoraljaújhely, 1956. október 24. –) magyar pszichológus, egyetemi tanár. Kutatási területei: a pszichoanalízis ismeretelméleti és tudományelméleti problémái, eszmetörténeti vonatkozásai. A pszichedelikumok recepciója a nyugati kultúrában. Az álom és a pszichedelikus élmény fenomenológiája. Daseinanalízis.

## Életpályája

### Tanulmányai
Marx Károly Közgazdasági egyetemen (mai nevén Budapesti Corvinus Egyetem) végzett 1983-ban, okleveles közgazdászként. 1984-ben dr. univ. címet szerzett szociológiából. Az ELTE Bölcsészettudományi Kar (ELTE-BTK) pszichológia szakán 1989-ben MA-fokozatot szerzett. 1993-ban kandidált, értekezésének címe: Freud nyelvjátéka (A pszichoanalízis mint hermeneutika és narráció) 

### Életpályája
1989-ben az ELTE Pszichológiai Intézetében tanít óraadóként. 1989 és 1992 között az MTA Kognitív Idegtudományi és Pszichológiai Intézetében aspiráns, 1993 és 1995 között tudományos munkatárs. 1995-1999 között a Mikrokozmosz Kft. ügyvezető igazgatója. 2006 és 2015 között a Pécsi Tudományegyetem Pszichológia Doktori Iskola elméleti pszichoanalízis programjának oktatója. 2000-től 2008-ig a HBCS Audit Kft. ügyvezető igazgatója, 2009 és 2010 között a DRG Audit Zrt. vezérigazgatója. 2012-től a Károli Gáspár Református Egyetem adjunktusa, 2013-tól docense, 2014-től habilitált docense, 2020-tól professzora. 2013 és 2023 között a Szociálpszichológiai és Interkulturális Tanszék vezetője. 2016-tól személyközpontú terápiás tanácsadó, encounter csoportvezető. 2017-től a Magyar Daseinanalitikai Egyesült főtitkára.
2009-ben létrehozza a Multidiszciplináris Társaság a Pszichedelikumok Kutatásáért nevű civil szervezetet, amelynek 2015 és 2022 között az elnöke. 2016-ban Frecska Edével és Demetrovics Zsolttal megalapítja a Journal of Psychedelic Studies folyóiratot. A JPS 2023-as impact factora 2,2. Weblap: https://submit.akademiai.com/jps/index.php/jps

## Kutatási területei
- A pszichológia és a pszichoanalízis ismeretelméleti és tudományelméleti problémái, valamint eszmetörténeti vonatkozásai továbbá a pszichedelikumok recepciója a nyugati kultúrában.
- Az álom és a pszichedelikus élmény fenomenológiai leírása.
- Daseinanalízis.

## Művei

### Saját kötetek
- Freud nyelvjátéka. A pszichoanalízis mint hermeneutika és narráció. Cserépfalvi –MTA Pszichológiai Intézete, 1993
- Freud, avagy a modernitás mítosza. L’Harmattan, 2014
- Pszichedelikumok és spiritualitás. L'Harmattan, 2015
- LSD és más "csodaszerek". A pszichedelikumok tündöklése, bukása és feltámadása a nyugati kultúrában; HVG Könyvek, 2016
- Indries Krisztián társ-szerzővel: Freud és a felkelő nap országa. A pszichoanalízis Japánban. L’Harmattan, 2018
- Spontán értelemképződés módosult tudatállapotokban – trauma, álom, pszichedelikus élmény. L’Harmattan 2023

## Szerkesztett kötetek, tematikus folyóiratszámok
- Filozófusok Freudról és a pszichoanalízisről (Társ-szerkesztő: Erős Ferenc) Bp. Cserépfalvi, 1993
- Tükör által. Tanulmányok a nyelv, a kultúra, identitás témaköréből; szerk. Czeglédy Anita, Sepsi Enikő, Szummer Csaba; KRE–L'Harmattan, Bp., 2016 (Károli könyvek. Tanulmánykötet)
- Pszichoanalízis és modernitás. A Replika című folyóirat tematikus száma, 1995, Budapest.  (Letölthető: https://real.mtak.hu/111032/1/replika_19-20_01_szummer.pdf )
- Álom és szabadság. A Psychologia Hungarica Caroliensis első daseinanalitikus tematikus száma. PHC 8. kötet, 2020. 8. évf. 1. szám.
- Lét és értelem. Psychologia Hungarica Caroliensis (PHC) második daseinanalitikus tematikus száma. PHC 10. kötet, 2022. 10. évf. 4. szám.

## Könyvfejezetek
- Filozófusok Freudról és a pszichoanalízisről Bp. Cserépfalvi, 1993, Előszó
- Pszichoanalízis és modernitás. Replika c. folyóirat tematikus száma, 1995, Budapest, Bevezetés
- A freudi antropológia empirista, racionalista és romantikus gyökereiről. In: Azonosság és különbözőség (ed.) László János. Budapest: Scientia Humana, 1996, 57-71.
- Freud, Ferenczi és a trauma-elmélet reneszánsza. In: Typus Budapestiensis (szerk. Erős Ferenc – Lénárd Kata – Bókay Antal). Budapest: Thalassa, 2008, 281-304.

## Fontosabb cikkek tudományos folyóiratokban
- Szummer, Csaba; Horváth, Lajos: A Misztikus, a Skizofrén és a Pszichonauta. MAGYAR FILOZÓFIAI SZEMLE 58 : 1 p. 48 (2024)
- Szummer, Csaba: The Rediscovered Dream – Freud, Binswanger and Heidegger's concept of dream. DASEINSANALYSE – JAHRBUCH FÜR PHÄNOMENOLOGISCHE ANTHROPOLOGIE UND PSYCHOTHERAPIE 34 : 1 p. 29 (2024)
- Szummer, Csaba: Szubjektum és tapasztalat Husserlnél és Freudnál. MAGYAR FILOZÓFIAI SZEMLE 59 : 1 p. 64 (2024)
- Horváth, Lajos; Szabó, Attila; Szummer, Csaba: Weak phantasy and visionary phantasy: The phenomenological significance of altered states of consciousness. PHENOMENOLOGY AND THE COGNITIVE SCIENCES 17 : 1 pp. 117-129. , 13 p. (2018)
- Szummer, Csaba; Horváth, Lajos; Szabó, Attila; Frecska, Ede; Orzói, Kristóf: The hyperassociative mind: The psychedelic experience and Merleau-Ponty’s “wild being”. JOURNAL OF PSYCHEDELIC STUDIES 1 : 2 pp. 55-64. , 9 p. (2017)

## Tárcák azÉlet és Irodalomban
- Egy érzéketlen géniusz  https://www.es.hu/szerzo/64628/szummer-csaba

- Egzisztenciális pszichológia https://www.es.hu/cikk/2023-12-08/szummer-csaba/egzisztencialis-pszichologia.html
- A bécsi beteg  https://www.es.hu/cikk/2019-10-25/szummer-csaba/a-becsi-beteg.html
- Jung, a pszichiáterbe oltott próféta https://www.es.hu/cikk/2012-03-14/szummer-csaba/jung-a-pszichiaterbe-oltott-profeta.html
- Orbán Viktor és „a felvilágosodás gazdag öröksége" https://www.es.hu/cikk/2011-02-20/szummer-csaba/orban-viktor-es-8222a-felvilagosodas-gazdag-oroksege8221.html

## YouTube videók, podcastek
- Trauma, álom és pszichedelikus élmények – beszélgetés Sárosi Péterrel, Drogriporter, CEU   https://www.youtube.com/watch?v=C0X0SaOUw2c
- Spontán értelemképződés módosult tudatállapotokban – beszélgetés Sárosi Péterrel, Írók Boltja, az Üveggyöngyjáték Társulat részvételével   https://www.youtube.com/watch?v=xTnJCI5KChk
- Spontán értelemképződés módosult tudatállapotokban: trauma, álom, pszichedelikus élmény – Tilos Rádió, beszélgetés Berényi Csabával és Ullmann Tamással https://tilos.hu/episode/3-utas/2024/12/04
- Freud a felkelő nap országában – – beszélgetés Borbándi Jánossal és a könyv társszerzőjéveé. Írók Boltja, az Üveggyöngyjáték Társulat részvételével https://www.youtube.com/watch?v=3Z2Vkr-H8HE
- Pszichedelikumok és spiritualitás – Szummer Csaba könyvbemutatója, kerekasztalbeszélgetés Frecska Eda, Bokor Petra, Móró Levente és Brys Zoltán részvételével  https://www.youtube.com/watch?v=eAgy3L-jffo
- Bizalom és biztonság a csoportban  https://www.youtube.com/watch?v=c92IpklOvuw
- Multidiszciplináris Társaság a Pszichedelikumok Kutatásáért, kerekasztal beszélgetés Máté Gábor, Frecska Ede, Szummer Csaba, Szemelyácz János és Rácz József részvételével https://www.youtube.com/watch?v=qge88GhP5AA
- A vallásról, Agóra-kerekasztal: Povedák Istvánnal és Szummer Csabával beszélget Mártonffy Marcell és Tillman J.A.     https://www.youtube.com/watch?v=JwaVUxFw5Uk

- Álom és egzisztencia, előadás, a Magyar Daseinalitikai Társaság 3. konferenciája, Szeged, 2022     https://www.youtube.com/watch?v=ZV3fGACv2ZA
- Lét és értelem, előadás, Magyar Daseinalitikai Társaság 4. konferenciája, Budapest, 2023 https://www.youtube.com/watch?v=Qu1nT9iiSJk